# Tetratheca thymifolia
Espèce
Classification APG III (2009)
Tetratheca thymifolia, localement appelé rudbeckie ou thym Rose-cloches, est une espèce de petits arbustes de la famille des Tremandraceae selon la classification classique, ou de la famille des Elaeocarpaceae selon la classification APG III. Elle pousse au sud-est de l'Australie.